# 須崎道路
須崎道路（すさきどうろ）は、高知県須崎市にある国道56号バイパスである。自動車専用道路と一般道路からなる。

## 概要
- 路線名 : 一般国道56号須崎道路
- 起点 : 高知県須崎市吾井郷[1]
- 終点 : 高知県須崎市下分[1]
- 総延長 : 4.6 km（自動車専用道路）、5.1 km（一般道路）[1]
- 規格 : 第1種第3級（自動車専用道路）、第3種第2級（一般道路）[1]
- 車線数 : 完成4車線[1]
- 道路幅員 : 20.5 m（自動車専用道路）、13.0 m（一般道路）[1]
- 車線幅員 : 3.5 m[1]
- 設計速度 : 80 km/h（自動車専用道路）、60 km/h（一般道路）[1]

## 道路の位置関係
四国横断自動車道
徳島南部自動車道 - 徳島自動車道 - 高松自動車道 - 高知自動車道 - ※須崎道路 - 高知自動車道 - ※窪川佐賀道路 - ※佐賀大方道路 - ※大方四万十道路 - ※中村宿毛道路 - ※宿毛内海道路 - ※津島道路 - ※宇和島道路 - 松山自動車道 - ※大洲道路
※は高速自動車国道に並行する一般国道自動車専用道路。

## インターチェンジなど
- 全線高知県須崎市内に所在
- IC番号欄の背景色が■である区間は既開通区間に該当する。
施設欄の背景色が■である区間は未開通区間または未供用施設に該当する。
- スマートインターチェンジ (SIC) は背景色■で示す。
- 路線名の特記がないものは市道。
- バスストップ (BS) のうち、○/●は運用中、◆は休止中の施設。無印はBSなし。
- 英略字は以下の項目を示す。
IC：インターチェンジ、SIC：スマートインターチェンジ、JCT：ジャンクション、SA：サービスエリア、PA：パーキングエリア、TB：本線料金所、BS：バスストップ

| IC 番号                         | 施設名               | 接続路線名                             | 高松西IC から (km) | BS | 備考                                                                                 |
| ------------------------------- | -------------------- | -------------------------------------- | ------------------ | -- | ------------------------------------------------------------------------------------ |
| E56 高知自動車道 高知・高松方面 |                      |                                        |                    |    |                                                                                      |
| 14                              | 須崎東IC             | 国道56号（現道）                       | 148.9              |    | 高知IC方面出入口                                                                     |
| 15                              | 須崎中央IC           | 県道310号須崎停車場線 国道56号（現道） | 152.2              |    | 高知IC方面出入口                                                                     |
| -                               | 新荘川橋東詰仮出入口 | 国道56号（現道）                       | 153.4              |    | 2011年3月5日廃止                                                                     |
| 16                              | 須崎西IC             | 国道56号（現道）                       | 153.8              |    | 四万十町中央IC方面出入口 道の駅かわうその里すさき 高知IC方面のみ道の駅への連絡路あり |
| E56 高知自動車道 四万十町方面   |                      |                                        |                    |    |                                                                                      |

- IC番号とキロポストは、高松自動車道の高松西ICから連続している。

自動車専用道路は、須崎東・須崎中央の両ICとも高知方面とのみ連絡するハーフインターチェンジのため、須崎中央ICから入った場合須崎東ICで降りられず、須崎東TBまでいってしまう（土佐ICまで出られない）ので注意が必要である。また、接続する須崎西ICは四万十市方面のみと連絡するため、須崎道路の自動車専用道路部分のみを走行することは不可。

## 歴史
- 1976年（昭和51年） : 事業化[1]。
- 1991年（平成3年） : 用地着手[1]。
- 1992年（平成4年） : 工事着手[1]。
- 1997年（平成9年）3月 : 須崎中央IC - 下分仮出入口間が一般道路として供用開始（のちに自動車専用道路になる部分）。
- 2002年（平成14年） : 須崎中央IC - 御手洗川仮出入口間が一般道路として供用開始（のちに自動車専用道路になる部分）。
- 2007年（平成19年）12月 : かわうそトンネル（一般道路の新須崎トンネル）開通に伴い、従来の供用部分を通行止にし、歩道撤去等、自動車専用道路に改築するための工事開始。
- 2009年（平成21年）
  - 1月10日 : 一般道路用の城山トンネル開通に伴い、従来の供用部分を通行止にし、歩道撤去等、自動車専用道路に改築するための工事開始。同時に重複する従来の国道56号部分は高知県道に降格。
  - 3月29日 : 須崎東IC - 新荘川橋東詰出入口間の自動車専用道路部分が開通。
- 2011年（平成23年）
  - 1月11日 : 須崎西ICの工事に伴い、須崎中央IC - 新荘川橋東詰出入口の自動車専用道路が通行止。
  - 3月5日 : 須崎中央IC - 須崎西IC間開通。

## 一般部が交差する道路
| 交差する道路                                 | 交差する場所 | 高知から (km) |
| -------------------------------------------- | ------------ | ------------- |
| 国道56号（国道197号重複） 高知・土佐市方面   |              |               |
| 高知自動車道（高知方面）・須崎道路専用部     | 須崎東IC     |               |
| 県道314号浦ノ内仏坂多ノ郷停車場線            |              |               |
| 県道23号須崎仁ノ線                           |              |               |
| 県道284号野見港線                            |              |               |
| 国道56号（現道）                             |              |               |
| 須崎道路専用部                               | 須崎中央IC   |               |
| 県道310号須崎停車場線                        |              |               |
| 国道197号 / 国道56号（現道）                 |              |               |
| 高知自動車道（四万十町方面）・須崎道路専用部 | 須崎西IC     |               |
| 国道56号（国道381号重複） 宿毛・宇和島方面   |              |               |